# 8766 Niger
8766 Niger è un asteroide della fascia principale. Scoperto nel 1973, presenta un'orbita caratterizzata da un semiasse maggiore pari a 3,0602317 UA e da un'eccentricità di 0,1506913, inclinata di 1,08293° rispetto all'eclittica.